# Pierre-Dominique Burgaud
Pour les articles homonymes, voir Burgaud.
Pierre-Dominique Burgaud, né en 1972, est un auteur, parolier, réalisateur de clips vidéo et producteur musical français.

## Biographie
Ancien créatif publicitaire, Pierre-Dominique Burgaud se fait connaître en 2002 en écrivant les textes des chansons du film musical de Claude Duty : Filles perdues, cheveux gras, où elles sont interprétées par Amira Casar, Marina Foïs et Olivia Bonamy.
En 2005, il signe le clip vidéo en noir et blanc de la chanson Les Beaux Yeux de Laure, une chanson d'Alain Chamfort alors en difficulté. À l'écran, le chanteur tient des pancartes sur lesquelles sont écrites les paroles de sa chanson, jusqu'à ce qu'on lise soudain: « Bon d'accord / Je ne me suis pas cassé pour ce clip / mais j'ai une excuse / je me suis fait virer de ma maison de disques… ». Tourné en une heure, le clip rencontre le succès, passe en boucle à la télévision, et reçoit la Victoire de la musique de la meilleure vidéo.
En 2006, il écrit un album pour Louis Chedid (Le Soldat rose), rencontré par l'intermédiaire de son éditrice. Le succès de cette dernière collaboration est immense: l'album se vend à près de 550 000 exemplaires, reçoit la Victoire de la Musique du meilleur album de chansons, donne lieu à un spectacle au Grand Rex avec une palanquée d'artistes prestigieux, et le DVD issu du spectacle, vendu à plus de 100 000 exemplaires, est récompensé par une Victoire de la Musique du meilleur DVD en 2008. L'année suivante, l'adaptation sur scène attire plus de 300 000 spectateurs et est couronné par le Globe de Cristal de la meilleure comédie musicale 2009.
En 2010, il écrit et produit le disque d'Alain Chamfort consacré à la vie d'Yves Saint Laurent (Une vie Saint-Laurent), couronné quelques mois après sa sortie par un Disque d'or. Le spectacle est présenté au Théâtre du Châtelet à Paris, puis aux Francofolies de La Rochelle l'été suivant.
En 2013 sort le Soldat Rose 2, suite du Soldat rose de 2007, composé cette fois par Francis Cabrel.  L'album est récompensé par un Disque de platine en février 2014, lors d'un concert exceptionnel organisé au Trianon, à Paris.
En 2017, Alain Souchon, Pierre Souchon et Ours composent le dernier volet de la trilogie du Soldat Rose: Le Soldat Rose à la fabrique de jouets. Le spectacle est représenté le 22 novembre à l'Olympia avec Alain Souchon, Édouard Baer, Sandrine Kiberlain, Jean-Louis Aubert, Renan Luce, Olivia Ruiz, Calogero, Hugh Coltman, Gaëtan Roussel et Stéfi Celma.
Ses collaborations ponctuelles sont nombreuses: Sylvie Vartan, Diam's, Mickey 3D, David Hallyday, Laura Smet, Pierre Souchon, Dani, Stacey Kent, Jenifer, Bertrand Soulier, Clotilde Courau, Gaëtan Roussel, Johnny Hallyday, Patricia Kaas, etc.
En octobre 2018, Pierre-Dominique est récompensé par le Grand Prix De La Chanson Française 2018 de la Sacem, catégorie créateur.
Le 26 mars 2019, l'Union Nationale des Auteurs et des Compositeurs (UNAC) décerne le Grand Prix de la chanson de l'année à Tout est pop, extrait de l'album d'Alain Chamfort Le Désordre des choses.
En février 2021, Pierre-Dominique Burgaud fait partie du jury national du Festival du court métrage de Clermont-Ferrand.
Le 12 Décembre 2024, L'Union Nationale des Auteurs et des Compositeurs (UNAC) décerne le Grand Prix de la chanson de l'année à La Grâce, extrait de l'album d'Alain Chamfort, L'Impermanence.

## Textes et chansons
- 2002 : textes des chansons du film musical Filles perdues, cheveux gras de Claude Duty, avec Amira Casar, Marina Foïs et Olivia Bonamy
- 2006 : Le soldat rose, produit et composé par Louis Chedid. Avec Matthieu Chedid, Vanessa Paradis, Alain Souchon, Francis Cabrel, Benabar, Louis Chedid, Jeanne Cherhal, Sanseverino et Albin de la Simone
- 2006 : Clip Diam's, Ma France à moi.
- 2007 : Maurane, Les Antipodes.
- 2009 : Claire Denamur
- 2009 : Sylvie Vartan, « Ne s'attacher à rien »
- 2010 : Alain Chamfort, Une vie Saint-Laurent (disque d'or)
- 2010 : David Hallyday et Laura Smet, On se fait peur ("Un nouveau monde")
- 2010 : Pierre Souchon
- 2010 : Dani (« Paris Paris », compositeur: Alain Chamfort)
- 2010 : Stacey Kent ("Raconte-moi", "Désuets"), compositeur: André Manoukian
- 2010 : Jenifer, Appelle-moi Jen ("L'amour fou", "Les autocollants","Pole Dance" et "Circus")
- 2010 : Louis Chedid et Matthieu Chedid ("Tu peux compter sur moi", "Chat noir").
- 2010 : Adaptation de Le carnaval des animaux, de Camille Saint-Saëns avec Shirley et Dino. Théâtre des Champs-Élysées.
- 2011 : Bertrand Soulier ("Patiner", "Le mépris")
- 2011 : Clotilde Courau
- 2012 : Jenifer, L'Amour & Moi ("La Pudeur")
- 2013 : Gaëtan Roussel ("Éolienne", "La simplicité", "Poésie", "Orpailleur" et "La barbarie").
- 2013 : Le Soldat Rose 2, composé par Francis Cabrel. Avec Francis Cabrel, Thomas Dutronc, Nolwenn Leroy, Camélia Jordana, Laurent Voulzy, Renan Luce, Élodie Frégé, Oldelaf, Helena Noguerra, Tété, Gad Elmaleh, Ours et Pierre Souchon.
- 2014 : Johnny Hallyday, Rester vivant  ("J'ai ce que j'ai donné", "Te voir grandir"). Plus de 600 000 exemplaires vendus.
- 2015 : Johnny Hallyday, De l'amour ("Dans la peau de Mike Brown"). L'album obtient la Victoire de la musique 2016 du meilleur album de chansons.
- 2016 : Patricia Kaas : "La langue que je parle" (compositeur Daran) ; "Embrasse" et "Le Refuge" (compositeur Rémi Lacroix)
- 2017 : Yelle : "Perdus" (bande originale du film "La musique à l'eau" de Claude Duty)
- 2017 : Laurent Voulzy : "Rio" (co-auteur et compositeur Laurent Voulzy)
- 2017 : Chloé : "Androgyne", featuring Alain Chamfort (compositeur Chloé)
- 2017 : Le Soldat Rose à la fabrique de jouets, composé par Alain Souchon, Pierre Souchon et Ours. Avec Alain Souchon, Édouard Baer, Sandrine Kiberlain, Jean-Louis Aubert, Renan Luce, Olivia Ruiz, Calogero, Hugh Coltman, Gaëtan Roussel, Zazie.
- 2017 : Delta: "Je tire" (compositeurs: Delta)
- 2017 : Askehoug : "Bonjour La Solitude" (compositeur: Askehoug)
- 2018 : Alain Chamfort, Le Désordre Des Choses ("Les microsillons", "Exister", "Le désordre des choses", "En attendant", "Tout est pop", "Les salamandres", "En regardant la mer", "Palmyre", "Linoleum", "Sans haine ni violence"). L'album est finaliste pour la Victoire de la musique du meilleur album avec Christine and The Queens et Bashung (vainqueur).
- 2018 : Conception, réalisation et co-production du clip "Exister" d'Alain Chamfort.
- 2018 : Johnny Hallyday : "Made In Rock'n'Roll"
- 2019 : Renan Luce : "Du Champagne à quinze heures" (compositeur: Renan Luce)
- 2020 : Mister Mat : "Désespérement Optimiste" (compositeur: Gaëtan Roussel)
- 2020 : Véronique Sanson, -M-, Pascal Obispo, Clara Luciani, Jean-Louis Aubert, Alain Souchon, Carla Bruni, Laurent Voulzy, Jeanne Cherhal, Vincent Delerm, Nolwenn Leroy, Ours, Sandrine Kiberlain, Julien Voulzy, Gaël Faure : "Vole", chanson au profit de la Fondation pour la recherche Alzheimer (compositeur Pierre Souchon)
- 2021 : Ours : "Mi-Clos" ; "Les Montagnes De Corée" (co-auteur et compositeur: Ours)
- 2023 : Jeanne Cherhal : "Une Colombe" (dans le cadre de l'Ecole des Fables, de Thomas Semence)
- 2023 : Pascal Obispo, Le Beau Qui Pleut ("Le beau qui pleut ", "J'étais pas fait pour le bonheur", "Comment s'aimer", "Les longueurs", "Jamais", "Le mur", "Le temps qu'il me reste", "J'ai pris ta main", "Presqu'ïle", "Mon piano s'est jeté par la fenêtre", "Devenir pierre", "La belle vie qui commence", "Au fond j'étais heureux", "Piano-moi", "La mélancolie des météorites", "Pour que les rêves").
- 2023 : Isabelle Adjani & Benjamin Biolay: "Il ne manque plus que tu me manques".
- 2024 : Alain Chamfort feat. Sébastien Tellier : "Whisky Glace", "Le soufre de nos peaux", "La chair", "Féminin" (Compositeurs: Alain Chamfort/Sébastien Tellier)
- 2024 : Conception du clip "La grâce" d'Alain Chamfort (Réalisateurs: François et Antoine Goetghebeur). Le clip est finaliste dans la catégorie "meilleure création audiovisuelle" aux Victoires de la musique 2025.
- 2024 : Alain Chamfort, L'impermanence ("L'apocalypse heureuse", "Dans mes yeux", "Vanité vanité", "Par inadvertance", "Altiplano", "À l'aune", "En beauté", "L'impermanence", "Whisky glace", "La grâce"). Compositeurs: Alain Chamfort, et Alain Chamfort/Arnold Turboust (L'apocalypse heureuse). L'album est nommé dans la catégorie "meilleur album" aux Victoires de la musique 2025.
- 2024 : Eddy Michell: "Amoureux" (compositeur: Alain Chamfort)
- 2024 : Louis Chedid: "Rêveur, rêveur" (compositeur et co-auteur: Louis Chedid)
- 2024 : Pascal Obispo, L'archipel des séquelles ("Suffire", en duo avec Elodie Frégé ; "Le désamour", en duo avec Isabelle Boulay ; "Inestimable" ; "Plaire", en duo avec Sharon Laloum ; "La dernière fois", en duo avec Nolwenn Leroy ; "Ne serait-ce" ; "Dans les jardins du Musée Rodin" ; "En tombant à la mer"). Compositeur: Pascal Obispo.
- 2024 : Alain Chamfort: "Éclaircie sur le jardin" (inédit de la réédition de l'album L'Impermanence ; compositeur: Alain Chamfort)
- 2025 : Ours: "Le carnaval de Dunkerque" (co-auteur: Ours, compositeur: Pierre Souchon) ; "Que sait-on" (co-auteur: Ours, compositeurs: Ours/Romain Preuss)